# 聯邦調查局刑事、網路、響應與服務部
刑事、網路、響應與服務部（英語：Criminal, Cyber, Response, and Services Branch，CCRSB）是美國聯邦調查局在九一一事件後設立的機構，專責調查金融犯罪、白領犯罪、暴力犯罪、有組織犯罪、毒品犯罪、電腦犯罪、公共腐敗和有關侵犯個人公民權利的案件。

## 組織
刑事、網路、響應與服務部由各種傳統打擊犯罪單位組合而成：
- 聯邦調查局犯罪調查處
- 聯邦調查局網路處
- 聯邦調查局國際行動處
- 聯邦調查局受害者服務處
- 聯邦調查局重大事件響應組